# Rodrigo de Bastidas
Rodrigo de Bastidas (ur. 1468 – zm. 28 lipca 1527 w Hawanie) – hiszpański podróżnik, konkwistador, notariusz z Sewilli, badacz północnego wybrzeży Ameryki Południowej, gubernator.
Rodrigo de Bastidas w 1500 roku wyruszył wraz z Juan de la Cosą na dwóch karawelach na wyprawę do Ameryki Południowej by zbadać wybrzeża na zachód od jeziora Maracaibo. Wcześniej, w roku 1499, de la Cosa dotarł do tych terenów wraz z innym podróżnikiem Alonso de Hojedą. Na jednej karaweli przebywał Vasco Núñez de Balboa, późniejszy odkrywca Oceanu Spokojnego. 
Wyprawa Rodrigo de Bastidasa zbadała wybrzeża Kolumbii od zatoki Darién oraz zdobyła złoto. W drodze powrotnej karawele zatonęły u wybrzeży Hispanioli (obecnie Haiti). Bastidas uratował się, lecz został uwięziony przez Francisco de Bobadillę pod zarzutem nielegalnego rejsu, czym podzielił losy Krzysztofa Kolumba. Rodrigo de Bastidas został odesłany do Hiszpanii, gdzie przez 20 lat starał się o oczyszczenie z zarzutów. Po 20 latach został mianowany gubernatorem ziem na południowym wybrzeżu Morza Karaibskiego (między zatoką Maracaibo a Darién). Na miejscu Rodrigo de Bastidasa został zasztyletowany przez swojego podwładnego oficera. 